# Conrado Häberli
Conrado Häberli, auch in der Schreibweise Conrado Haeberli geführt, war ein uruguayischer Fußballspieler.

## Karriere

### Verein
Häberli spielte auf Vereinsebene mindestens von 1927 bis 1928 und 1935 für die Rampla Juniors in der Primera División. 1927 gewann er mit der Mannschaft die Uruguayische Meisterschaft.

### Nationalmannschaft
Häberli war Mitglied der A-Nationalmannschaft Uruguays, für die er zwischen dem 6. September 1931 bis zu seinem letzten Einsatz am 5. Februar 1933 drei Länderspiele absolvierte. Dabei erzielte er zwei Länderspieltore. Er nahm mit Uruguay an der Copa Río Branco 1931 teil. Zudem gehörte er dem Aufgebot Uruguays bei der Südamerikameisterschaft 1935 an, bei der Uruguay den Titel gewann. Allerdings kam er im Verlaufe des Turniers nicht zum Einsatz.

### Erfolge
- Südamerikameister: 1935
- Uruguayischer Meister 1927